# نخل برس
نخل برس (نام علمی: Brassiophoenix) نام یک سرده از تیره نخل است.